# Emancipação de menor
Os dados abaixo referem-se à legislação Brasileira (sendo distinta da legislação Portuguesa)
Emancipação é a aquisição de capacidade civil antes da idade legal. Ou seja, é a aptidão para exercer, por si só, os atos da vida civil. A capacidade de natureza civil não deve ser confundida com a disciplinada em leis especiais, como a capacidade eleitoral, que hoje se inicia, facultativamente aos 16 anos, e obrigatoriamente aos 18 anos. Igualmente não deve ser confundida com a idade em que tem inicio a responsabilidade penal. Pode ocorrer de três modos, pela concessão dos pais ou responsáveis, de sentença de juiz, ou de determinados fatos que a lei dispõe, mais especificamente no artigo 5º do Código Civil.
Esse tópico é regulado pelo artigo 5º do atual Código Civil Brasileiro, que diz:
"Art. 5º A menoridade cessa aos 18 anos completos, quando a pessoa fica habilitada à prática de todos os atos da vida civil".
Parágrafo único. Cessará, para os menores, a incapacidade:
I — pela concessão dos pais, ou de um deles na falta do outro, mediante instrumento público, independentemente de homologação judicial, ou por sentença do juiz, ouvido o tutor, se o menor tiver 16 anos completos;
II — pelo casamento;
III — pelo exercício de emprego público efetivo,
IV — pela colação de grau em curso de ensino superior;
V — pelo estabelecimento civil ou comercial, ou pela existência de relação de emprego, desde que, em função deles, o menor com 16 anos completos tenha economia própria."

## Emancipação Voluntária
A Emancipação Voluntária, é a que decorre da concessão dos pais, reconhecendo ter seu filho maturidade necessária para reger sua pessoa e seus bens e não necessitar da proteção que o Estado oferece. A concordância dos pais para a emancipação é essencial, isto é, não poderá haver discordância de vontade parental, caso um dos pais não concordar com a emancipação, o caso irá para o juiz que poderá autorizar ou não, a partir da apresentação dos motivos
Para ocorrer a emancipação o futuro emancipado tem que ter no minimo 16 anos completos. O procedimento da Emancipação Voluntária deve ser feito em cartório, através de uma escritura pública, não havendo necessidade de homologação judicial para tanto. A emancipação, em qualquer de suas formas, é irrevogável. Não podem os pais, que voluntariamente emanciparam o filho, voltar atrás.

## Emancipação Judicial
A única espécie de emancipação que necessita de sentença judicial é a do menor sob tutela que possua 16 anos completos. Na sentença proferida pelo juiz será analisada se a emancipação está ocorrendo para benefício do menor em questão, e não para livrar os tutores do ônus da tutela do menor. No código civil a emancipação judicial está disposta no seguinte artigo:
"Art. 5º A menoridade cessa aos dezoito anos completos, quando a pessoa fica habilitada à prática de todos os atos da vida civil.
Parágrafo único. Cessará, para os menores, a incapacidade:
I - pela concessão dos pais, ou de um deles na falta do outro, mediante instrumento público, independentemente de homologação judicial, ou por sentença do juiz, ouvido o tutor, se o menor tiver 16 anos completos;" 
O procedimento para buscar a emancipação judicial está disposto no Código de Processo Civil:
"Art 720. O procedimento terá início por provocação do interessado, do Ministério Público ou da Defensoria Pública, cabendo-lhes formular o pedido devidamente instruído com os documentos necessários e com a indicação da providência judicial."
Após a prova de que o menor pode administrar seus bens e cuidar de si mesmo, o juiz concederá a emancipação judicial, depois restar provado que a emancipação ocorrerá para benefício do menor.

## Emancipação Legal
A emancipação legal é aquela prevista em lei, e através dela é que podem ser atribuídos tais efeitos. O grande doutrinador, Carlos Roberto Gonçalves, cita como o primeiro exemplo o casamento (Art. 5º, II, CC). O casamento poderá emancipar o menor e se no futuro o matrimônio for desfeito, a incapacidade não será retomada, ou seja, a emancipação realizada pelo casamento não pode ser revogada, mesmo se a união for dissolvida. Porém, é claro, uma vez que o matrimonio seja nulo, ele não produz efeitos, e o emancipado retornará ao seu estado de incapaz, salvo se o contraiu de boa-fé.
O casamento traz o fim da incapacidade civil, já que representa o início da constituição de uma família é importante ressaltar que a idade mínima para o casamento, tanto para o homem quanto para a mulher, é de 16 anos, com a devida aceitação de seus representantes legais.
A emancipação legal também decorre do exercício de emprego público efetivo. O fato de o indíviduo ter tido qualidade para ser admitido em um emprego no âmbito público demonstra maturidade, ou seja, se o poder público reconhecer a maturidade do indivíduo para admiti-lo em um cargo, não há razões para continuar tratando o mesmo como incapaz (Art, III, CC).
Apesar disso, é importante ressaltar que a idade mínima para exercer cargo público é de 18 anos, portanto, dificilmente, alguém de 16 ou 17 anos assumiria a responsabilidade. Por fim os parágrafos IV e V, que justificam a emancipação por si só. Tanto o parágrafo IV (colação de grau no ensino superior) quanto a V (estabelecimento civil ou comercial) justificam legalmente a emancipação, levando em consideração que, se o menor com 16 anos completos teve maturidade para realizar tais frutos, deve ter o direito de coordenar sua própria vida, até mesmo para facilitar a gestão econômica.
A gravidez de menores de idade é outro fator passível de emancipação legal, uma vez que é dada liberdade à menor de constituir e dar progresso a uma nova família.